# Assemblea federale (Svizzera)
L'Assemblea federale costituisce il Parlamento svizzero, formato da due camere: il Consiglio nazionale (200 seggi) e il Consiglio degli Stati (46 seggi).
Le sedute si svolgono a Palazzo federale, a Berna, almeno in 4 sessioni annuali di 3 settimane l'una.
Nel Consiglio nazionale i seggi sono distribuiti proporzionalmente alla popolazione dei vari cantoni; per il Consiglio degli Stati, ogni cantone ha a disposizione due seggi ad eccezione di Basilea Città, Basilea Campagna, Appenzello Interno, Appenzello Esterno, Obvaldo e Nidvaldo (un seggio ciascuno). Ciò fa sì che le decisioni dell'Assemblea federale siano prese secondo la volontà sia dei cantoni che del popolo.
Il presidente del Consiglio nazionale ha il titolo di presidente anche dell'intera assemblea, così da essere il primo cittadino svizzero.
Ogni decisione del parlamento svizzero deve essere approvata da entrambe le camere (bicameralismo perfetto).

## Compiti principali
L'Assemblea federale elegge il Consiglio federale, il Presidente della Confederazione, i giudici del Tribunale federale, il Cancelliere della Confederazione e un generale, nel caso in cui fosse in discussione una mobilitazione generale dell'esercito.

## Incarichi esterni
Al 2019, non è disciplinato il conflitto di interessi potenziale dei Parlamentari che siedono anche nel Consiglio di amministrazione di una o più società private